# Oscar 2000
A 72ª cerimônia de entrega do Oscar ou Oscar 2000 (no original: 72nd Academy Awards), apresentada pela Academia de Artes e Ciências Cinematográficas, premiou os melhores técnicos, atores e filmes de 1999. Ela ocorreu no dia 26 de março de 2000 no Shrine Auditorium, em Los Angeles, Califórnia. Durante a cerimônia, a academia entregou o prêmio Oscar em 23 categorias. A cerimônia foi televisionada nos Estados Unidos pela ABC e teve Billy Crystal como apresentador pela sétima vez. Três semanas antes em 4 de março, Salma Hayek apresentou o Oscar por Realizações Técnicas.
American Beauty venceu cinco prêmios, incluindo Melhor Filme. Outros vencedores incluem The Matrix com quatro, The Cider House Rules e Topsy-Turvy com dois, e Boys Don't Cry, Старик и Море, Girl, Interrupted, King Gimp, My Mother Dreams the Satan's Disciples in New York, One Day in September, Le Violon Rouge, Sleepy Hollow, Tarzan e Todo Sobre Mi Madre com um prêmio cada. A transmissão da cerimônia teve uma audiência de 47 milhões de telespectadores na América do Norte.

## Vencedores e indicados
Os indicados do Oscar 2000 foram anunciados em 15 de fevereiro de 2000 no Samuel Goldwyn Theater, Beverly Hills, Califórnia, por Robert Rehme, então presidente da Academia, e pelo ator Dustin Hoffman. American Beauty recebeu o maior número de indicações com oito; The Cider House Rules e The Insider empataram em segundo com sete indicações cada.
Os vencedores foram anunciados durante a cerimônia de premiação em 26 de março do mesmo ano. Sam Mendes se tornou a sexta pessoa a vencer o prêmio de Melhor Diretor por seu filme de estreia na direção. Kevin Spacey se tornou o décimo ator a venceu o Oscar tanto na categorial de principal quanto na de coadjuvante. Por causa da vitória de seu pai Jon Voight como Melhor Ator em 1979 por Coming Home, Angelina Jolie e Voight se tornaram o segundo pai e filha vencedores de Oscars em categorias de atuação.

### Prêmios
Indica o vencedor dentro de cada categoria.
| Melhor Filme | Melhor Diretor |
| --- | --- |
| American Beauty – Bruce Cohen e Dan Jinks - The Cider House Rules – Richard N. Gladstein - The Insider - The Green Mile – Frank Darabont - The Sixth Sense – Kathleen Kennedy, Frank Marshall e Barry Mendel                                                                            | Sam Mendes – American Beauty - Lasse Hallström – The Cider House Rules - Spike Jonze – Being John Malkovich - Michael Mann – The Insider - M. Night Shyamalan – The Sixth Sense |
| Melhor Ator | Melhor Atriz |
| Kevin Spacey – American Beauty - Russell Crowe – The Insider - Richard Farnsworth – The Straight Story - Sean Penn – Sweet and Lowdown - Denzel Washington – The Hurricane | Hilary Swank – Boys Don't Cry - Annette Bening – American Beauty - Janet McTeer – Tumbleweeds - Julianne Moore – The End of the Affair - Meryl Streep – Music of the Heart |
| Melhor Ator Coadjuvante | Melhor Atriz Coadjuvante |
| Michael Caine – The Cider House Rules - Tom Cruise – Magnolia - Michael Clarke Duncan – The Green Mile - Jude Law – The Talented Mr. Ripley - Haley Joel Osment – The Sixth Sense | Angelina Jolie – Girl, Interrupted - Toni Collette – The Sixth Sense - Catherine Keener – Being John Malkovich - Samantha Morton – Sweet and Lowdown - Chloë Sevigny – Boys Don't Cry |
| Melhor Roteiro Original | Melhor Roteiro Adaptado |
| American Beauty – Alan Ball - Being John Malkovich – Charlie Kaufman - Magnolia – Paul Thomas Anderson - The Sixth Sense – M. Night Shyamalan - Topsy-Turvy – Mike Leigh | The Cider House Rules – John Irving - Election – Alexander Payne e Jim Taylor - The Green Mile – Frank Darabont - The Insider – Michael Mann e Eric Roth - The Talented Mr. Ripley – Anthony Minghella |
| Melhor Filme em Língua Estrangeira | |
| Todo Sobre mi Madre – Espanha – Pedro Almodóvar - Himalaya – l'Enfance d'un Chef – Nepal – Éric Valli - Est-Ouest – França – Régis Wargnier - Solomon a Gaenor – País de Gales – Paul Morrison - Under Solen – Suécia – Colin Nutley                                                    | |
| Melhor Longa-Metragem Documentário | Melhor Curta-Metragem Documentário |
| One Day in September – Arthur Cohn e Kevin Macdonald - Buena Vista Social Club – Ulrich Felsberg e Wim Wenders - Genghis Blues – Adrian Belic e Roko Belic - On the Ropes – Nanette Burstein e Brett Morgen - Speaking in Strings – Paola di Florio e Lilibet Foster                    | King Gimp – Susan Hannah Hadary e William A. Whiteford - Eyewitness – Bert Van Bork - The Wildest Show in the South: The Angola Prison Rodeo – Simeon Soffer e Jonathan Stack |
| Melhor Curta-Metragem | Melhor Curta-Metragem de Animação |
| My Mother Dreams the Satan's Disciples in New York – Barbara Schock e Tamara Tiehel - Bror, Min Bror – Henrik Ruben Genz e Michael W. Horsten - Killing Joe – Mehdi Norowzian e Steve Wax - Kleingeld – Marc-Andreas Bochert e Gabriele Lins - Major and Minor Miracles – Marcus Olsson | Старик и Море – Aleksandr Petrov - Humdrum – Peter Peake - My Grandmother Ironed the King's Shirts – Torill Kove - 3 Misses – Paul Driessen - When the Day Breaks – Amanda Forbis e Wendy Tilby |
| Melhor Trilha Sonora Original | Melhor Canção Original |
| Le Violon Rouge – John Corigliano - American Beauty – Thomas Newman - Angela's Ashes – John Williams - The Cider House Rules – Rachel Portman - The Talented Mr. Ripley – Gabriel Yared                                                                                                 | "You'll Be in My Heart" – Tarzan – música e letras de Phil Collins - "Save Me" – Magnolia – música e letras de Aimee Mann - "Music of My Heart" – Music of the Heart – música e letras de Diane Warren - "Blame Canada" – South Park: Bigger, Longer & Uncut – música e letras de Trey Parker e Marc Shaiman - "When She Loved Me" – Toy Story 2 – música e letras de Randy Newman             |
| Melhor Edição de Som | Melhor Mixagem de Som |
| The Matrix – Dane Davis - Fight Club – Richard Hymns e Ren Klyce - Star Wars Episode I: The Phantom Menace – Tom Bellfort e Ben Burtt | The Matrix – David E. Campbell, David Lee, John T. Reitz e Gregg Rudloff - The Green Mile – Willie D. Burton, Michael Herbick, Robert J. Litt e Elliot Tyson - The Insider – Doug Hemphill, Andy Nelson e Lee Orloff - The Mummy – Chris Carpenter, Rick Kline, Chris Munro e Leslie Shatz - Star Wars Episode I: The Phantom Menace – Tom Johnson, Shawn Murphy, John Midgley e Gary Rydstrom |
| Melhor Direção de Arte | Melhor Fotografia |
| Sleepy Hollow – Rick Heinrichs e Peter Young - Anna and the King – Luciana Arrighi e Ian Whittaker - The Cider House Rules – David Gropman e Beth Rubino - The Talented Mr. Ripley – Bruno Cesari e Roy Walker - Topsy-Turvy – John Bush e Eve Stewart                                  | American Beauty – Conrad Hall - The End of the Affair – Roger Pratt - The Insider – Dante Spinotti - Sleepy Hollow – Emmanuel Lubezki - Snow Falling on Cedars – Robert Richardson |
| Melhor Maquiagem | Melhor Figurino |
| Topsy-Turvy – Christine Blundell e Trefor Proud - Austin Powers: The Spy Who Shagged Me – Michèle Burke e Mike Smithson - Bicentennial Man – Greg Cannom - Life – Rick Baker | Topsy-Turvy – Lindy Hemming - Anna and the King – Jenny Beavan - Sleepy Hollow – Colleen Atwood - The Talented Mr. Ripley – Gary Jones e Ann Roth - Titus – Milena Canonero |
| Melhor Edição | Melhores Efeitos Visuais |
| The Matrix – Zach Staenberg - American Beauty – Tariq Anwar - The Cider House Rules – Lisa Reno Churgin - The Insider – William Goldenberg, Paul Rubell e David Rosenbloom - The Sixth Sense – Andrew Mondshein                                                                         | The Matrix – Steve Courtley, John Gaeta, Janek Sirrs e Jon Thum - Star Wars Episode I: The Phantom Menace – Rob Coleman, John Knoll, Dennis Muren e Scott Squires - Stuart Little – Eric Allard, Henry F. Anderson III, Jerome Chen e John Dykstra |

### Oscar Honorário
- Andrzej Wajda

### Prêmio Irving G. Thalberg
- Warren Beatty

### Múltiplas indicações e vitórias
| Indicações | Filme                                   |
| ---------- | --------------------------------------- |
| 8          | American Beauty                         |
| 7          | The Cider House Rules                   |
| 7          | The Insider                             |
| 6          | The Sixth Sense                         |
| 5          | The Talented Mr. Ripley                 |
| 4          | The Green Mile                          |
| 4          | The Matrix                              |
| 4          | Topsy-Turvy                             |
| 3          | Being John Malkovich                    |
| 3          | Magnolia                                |
| 3          | Sleepy Hollow                           |
| 3          | Star Wars Episode I: The Phantom Menace |
| 2          | Anna and the King                       |
| 2          | Boys Don't Cry                          |
| 2          | The End of the Affair                   |
| 2          | Music of the Heart                      |

| Prêmios | Filme                 |
| ------- | --------------------- |
| 5       | American Beauty       |
| 4       | The Matrix            |
| 2       | The Cider House Rules |
| 2       | Topsy-Turvy           |